# The One (Foo Fighters)
The One è un singolo del gruppo musicale statunitense Foo Fighters, pubblicato il 18 marzo 2002 come unico estratto dalla colonna sonora del film Orange County.

## Descrizione
Quando il brano venne diffuso da MTV nel ritornello che inizialmente diceva "You're not the one, but you're the only one who can make me feel like this / You're not the one, but you're the only one who can make me feel like shit!" la parola "shit" (in inglese "merda") venne sostituita da "this".
Il brano è stato successivamente inserito come b-side del seguente singolo All My Life.

## Video musicale
Il video, diretto da Jesse Peretz e ispirato al film Saranno famosi, rappresenta i membri della band frequentare dei corsi: Dave Grohl studia recitazione, Nate Mendel l'arte del mimo, Taylor Hawkins il violino e Chris Shiflett il balletto. Nel video Grohl tenta senza successo di far colpo su una compagna di corso.

## Tracce
1. The One
2. Win or Lose
3. The One (CD-ROM video)

## Classifiche
| Classifica (2002)             | Posizione massima |
| ----------------------------- | ----------------- |
| Australia                     | 21                |
| Regno Unito                   | 77                |
| Stati Uniti (alternative)     | 14                |
| Stati Uniti (mainstream rock) | 20                |